# Museu de Arte Sacra (Funchal)

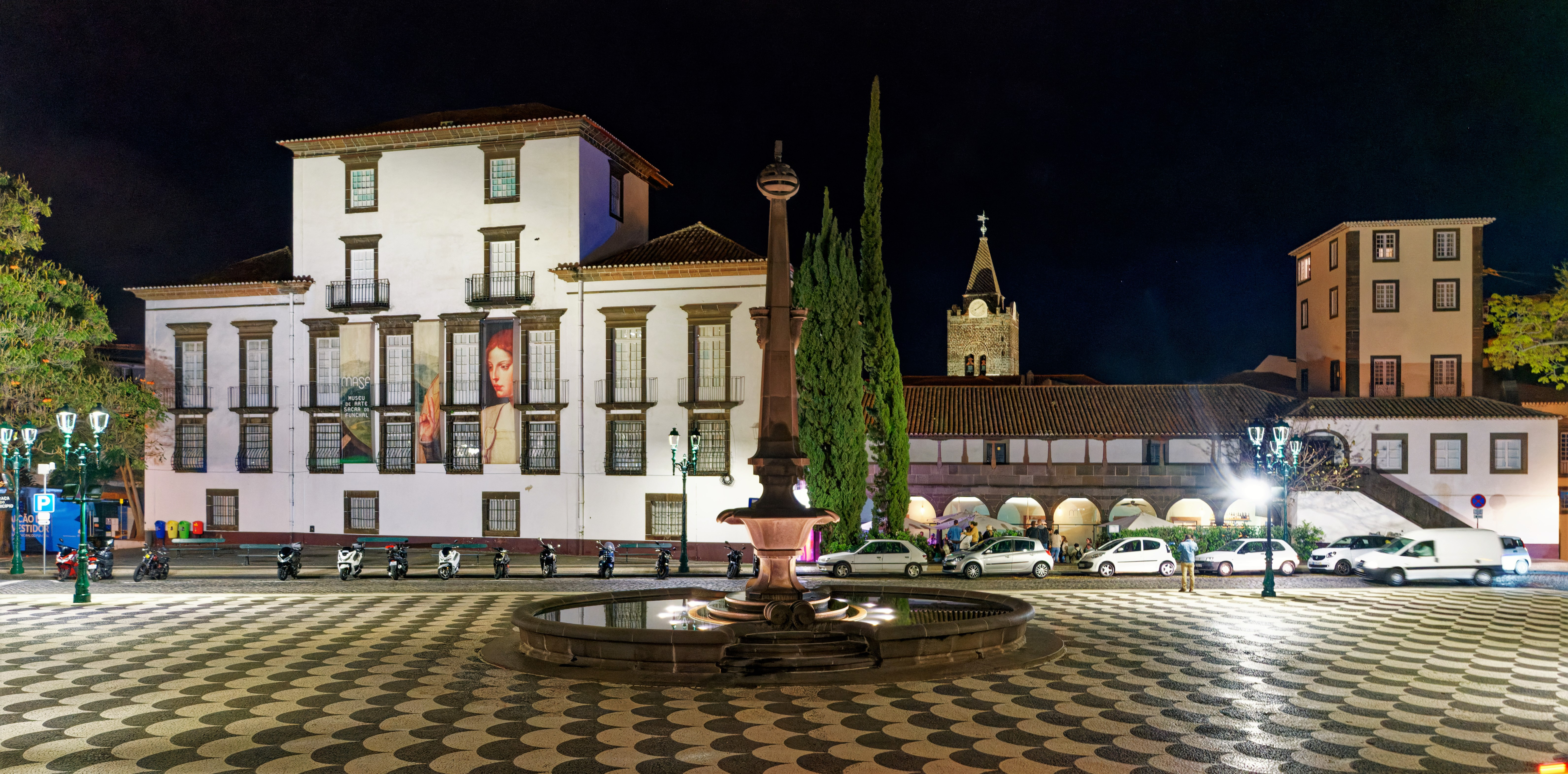
Gebäudeansicht

Das Museu de Arte Sacra in Funchal (Autonome Region Madeira) ist ein Museum für christliche Kunst und liturgische Geräte.

## Geschichte
Das Museum wurde am 1. Juli 1955 mit Beständen aus verschiedenen Kirchen und Kapellen auf Madeira, privaten Gaben und einigen Leihgaben gegründet. Es wird vom Bistum Funchal unterhalten.

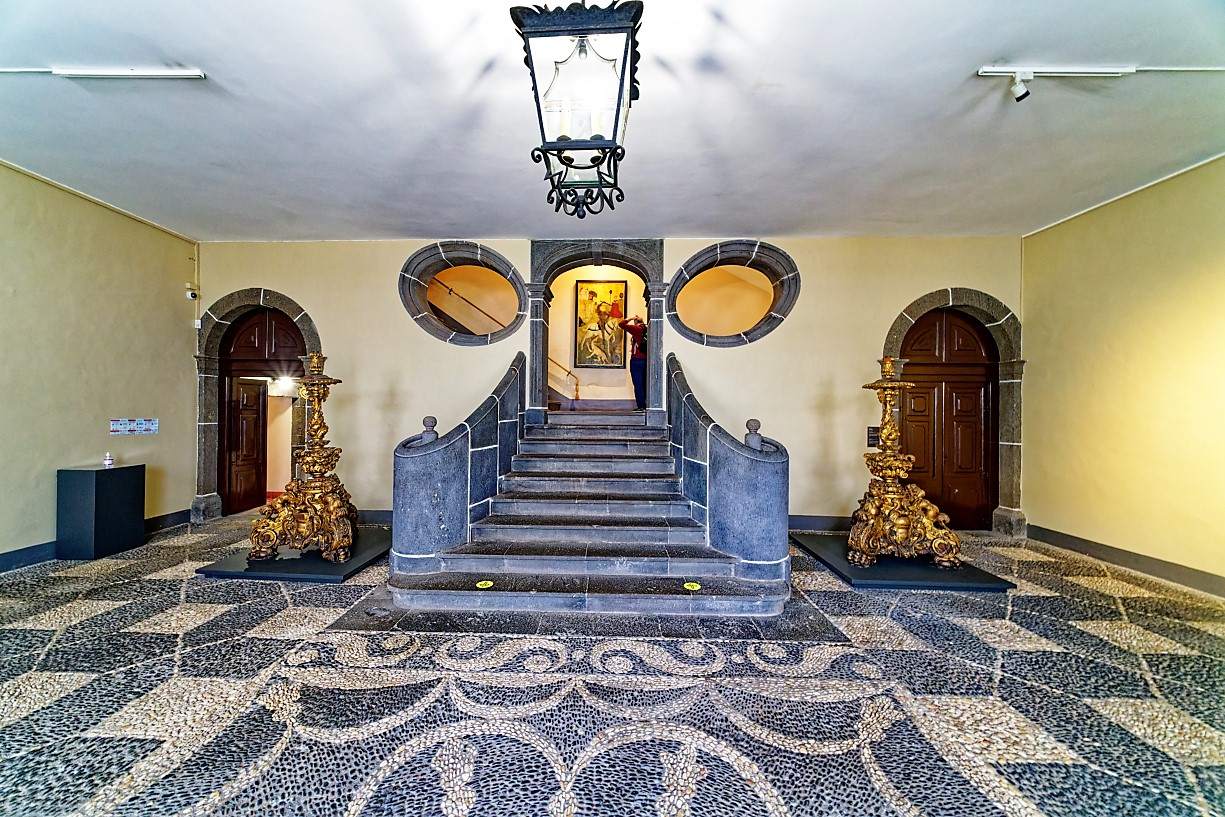
Die Eingangshalle

## Gebäude
Das Museum ist in dem im 16. Jahrhundert errichteten, im 17. Jahrhundert umgebauten und nach dem Erdbeben von 1748 unter Bischof D. João do Nascimento als Barockbau erneuerten Gebäude in der Rua do Bispo 21 errichtet, das bis 1910 Sitz des Bischofs der Diözese Funchal war und von 1913 bis 1942 das Gymnasium beherbergte.

ein Rundgang durch das Museum
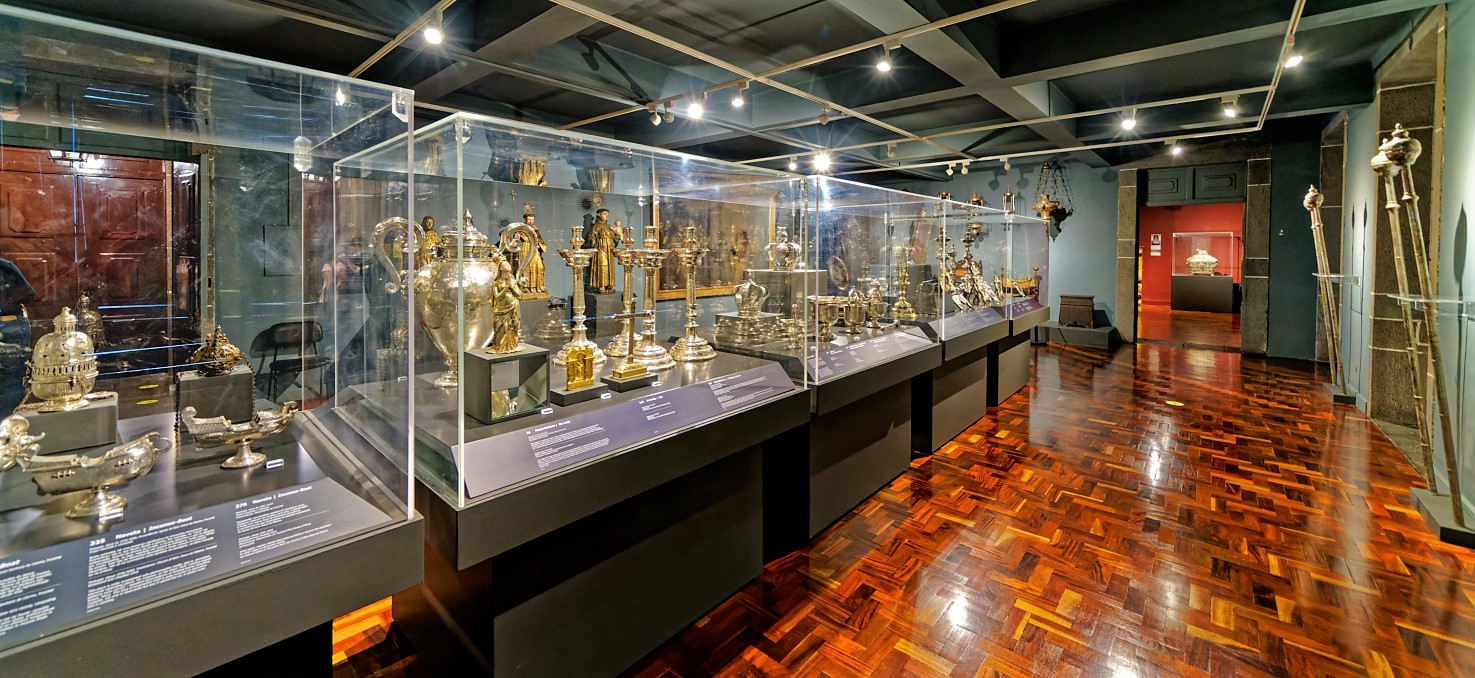
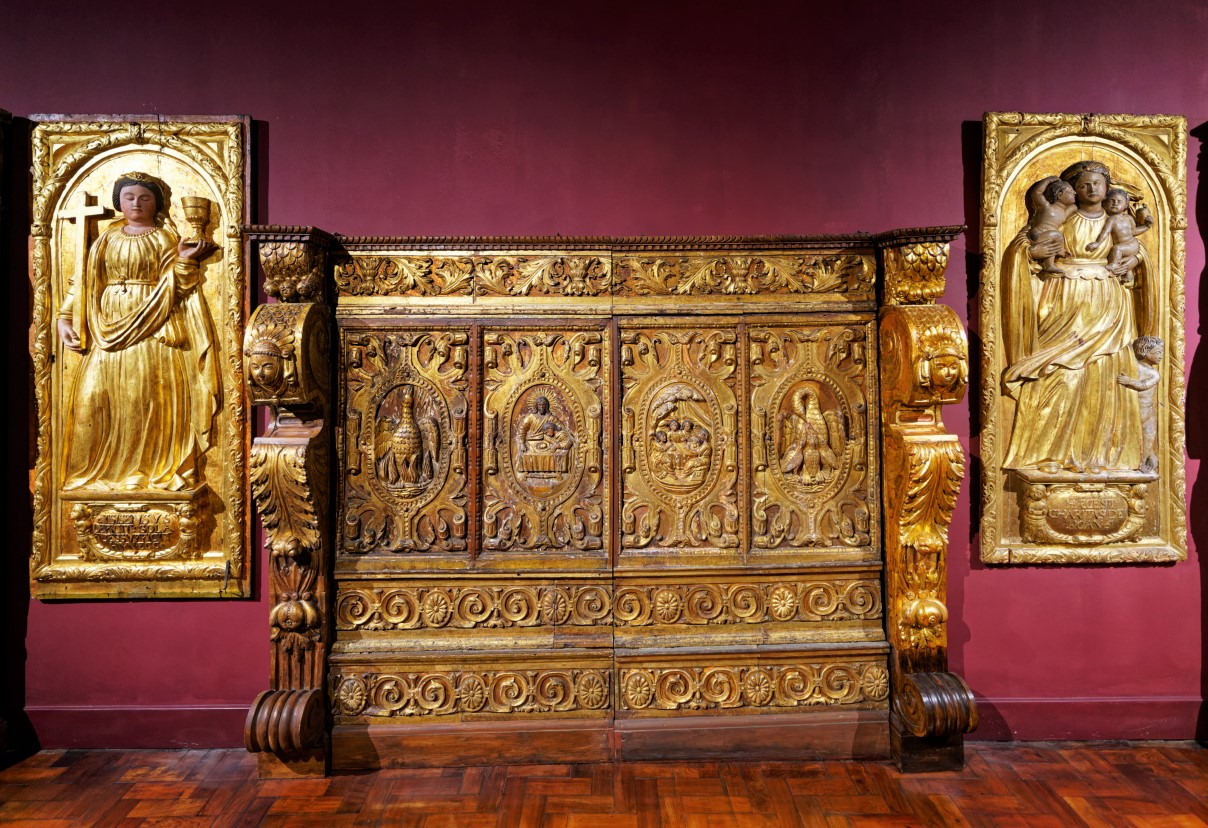
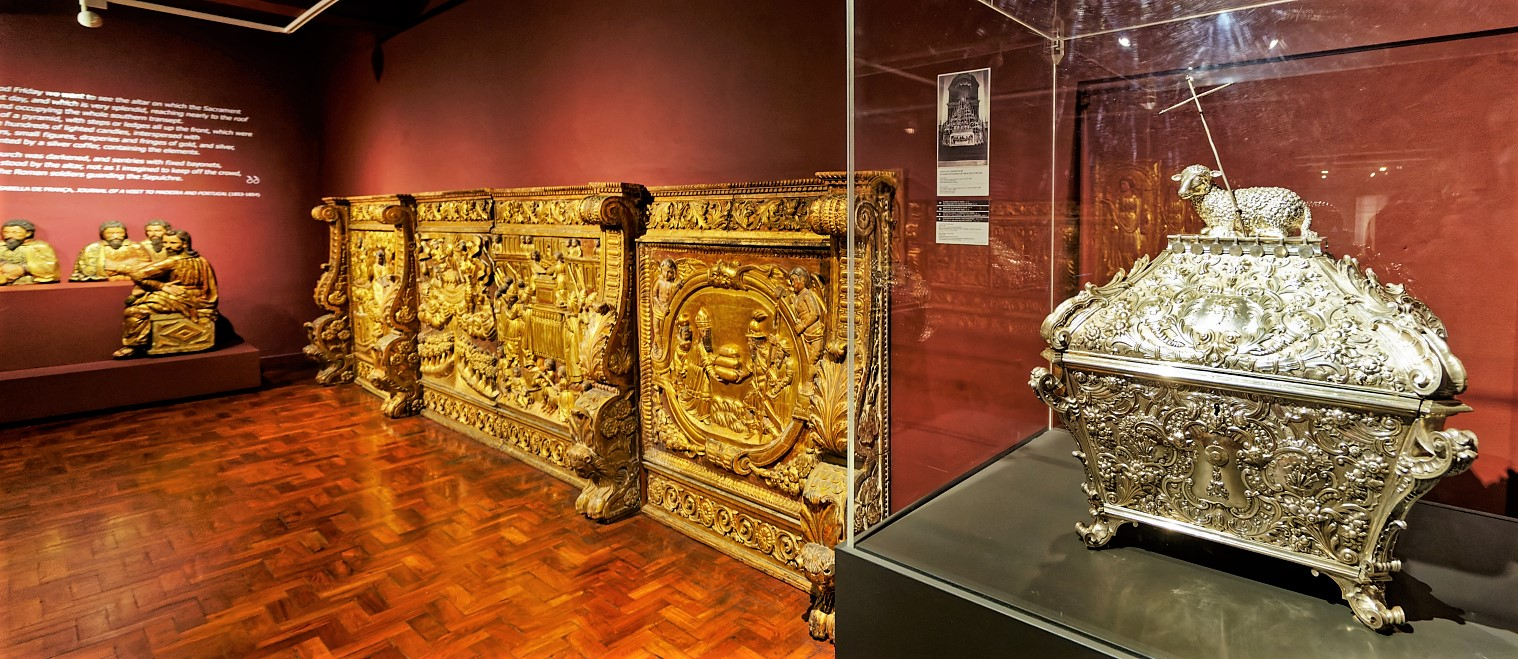
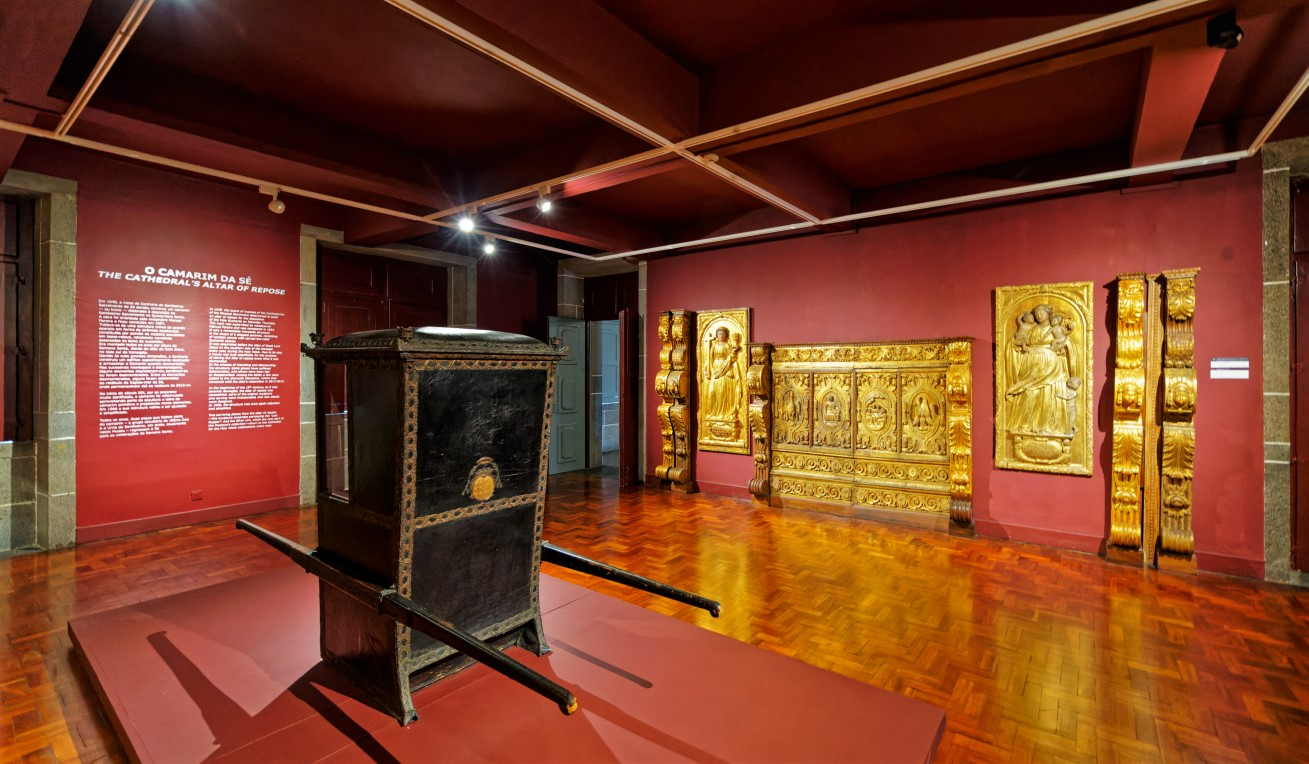
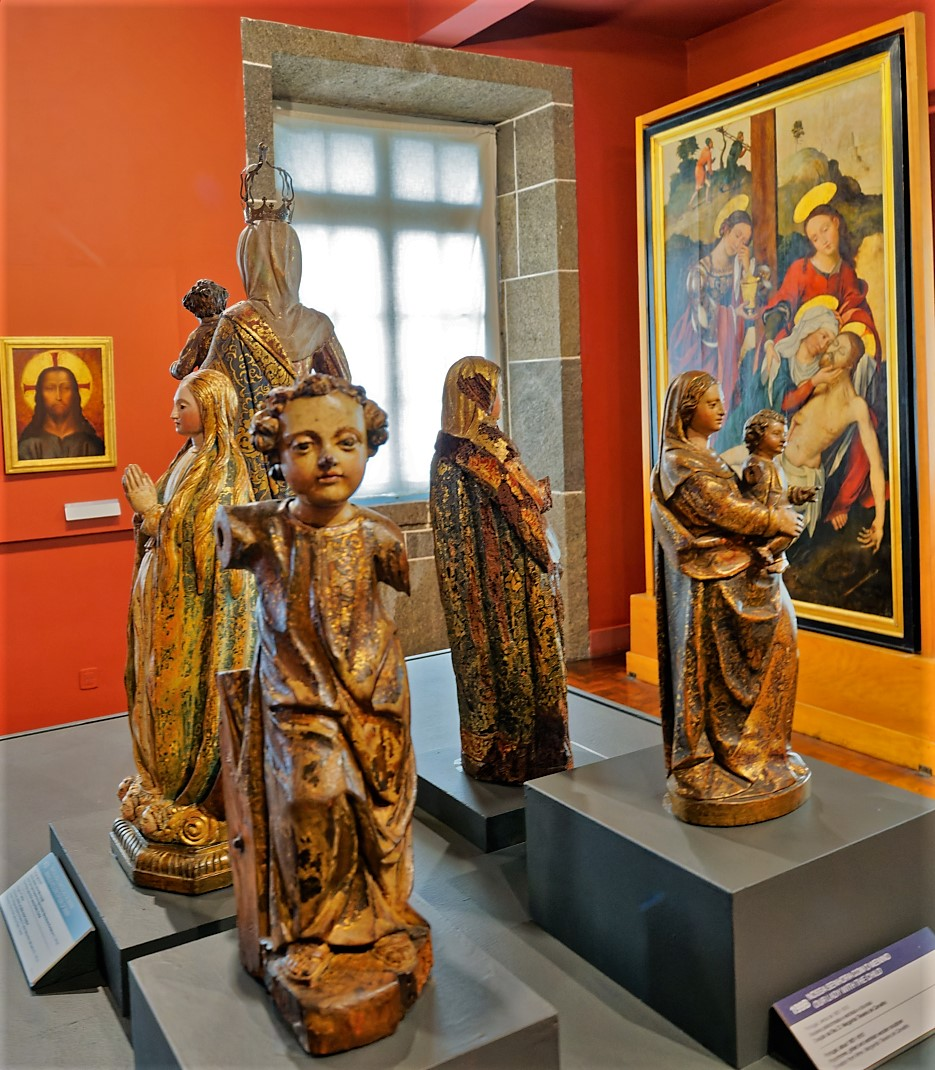
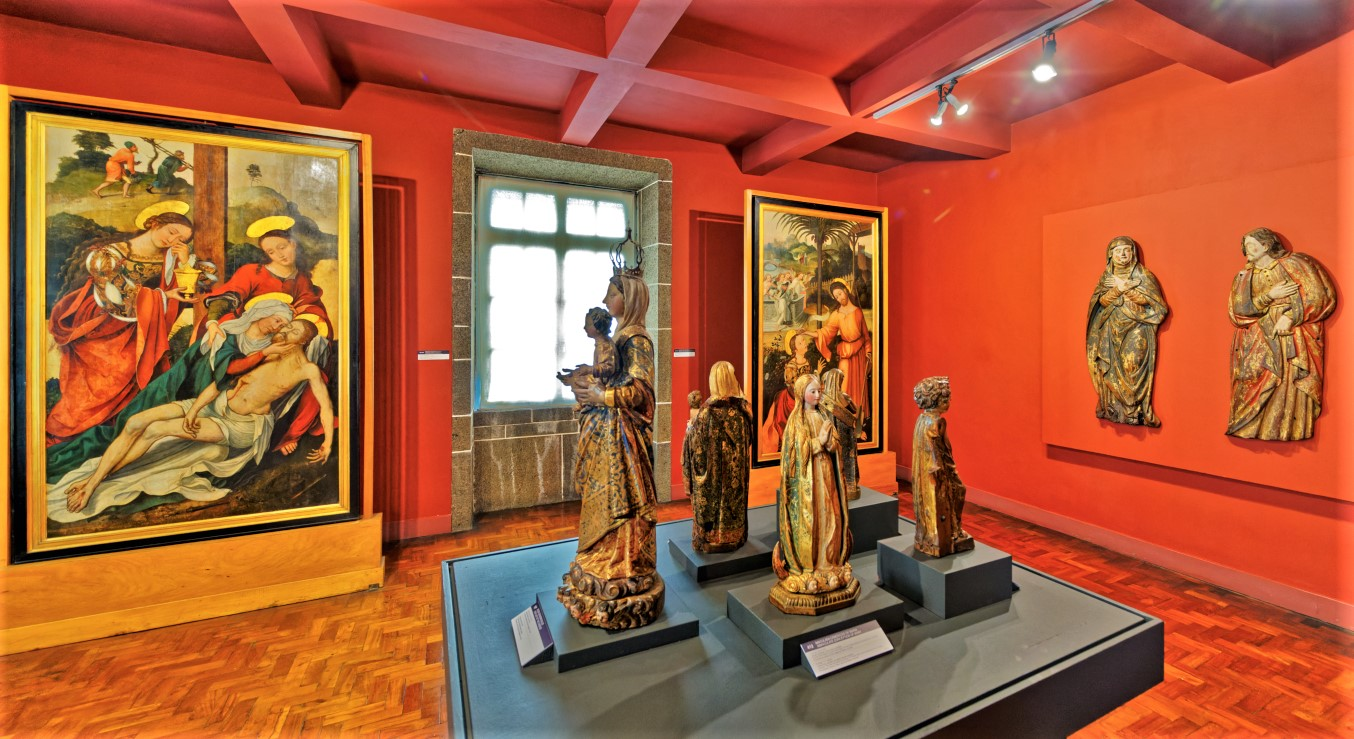
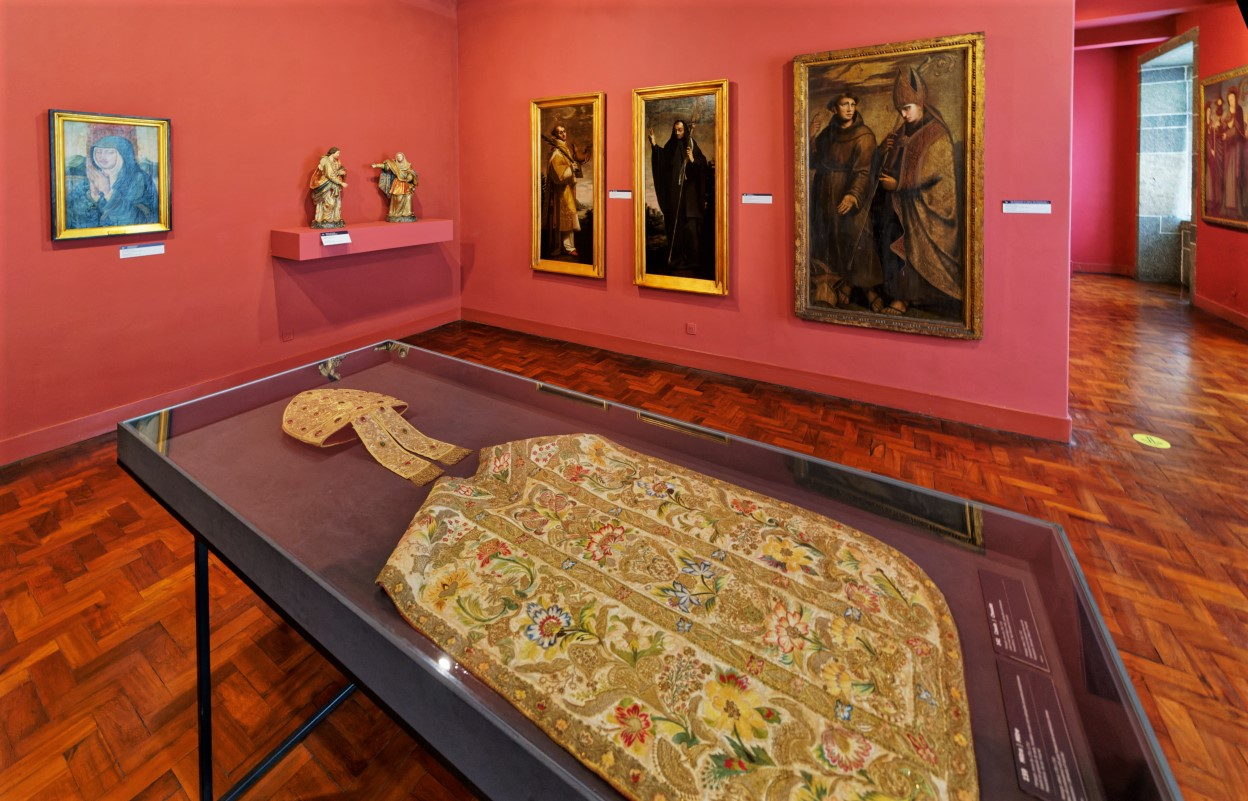
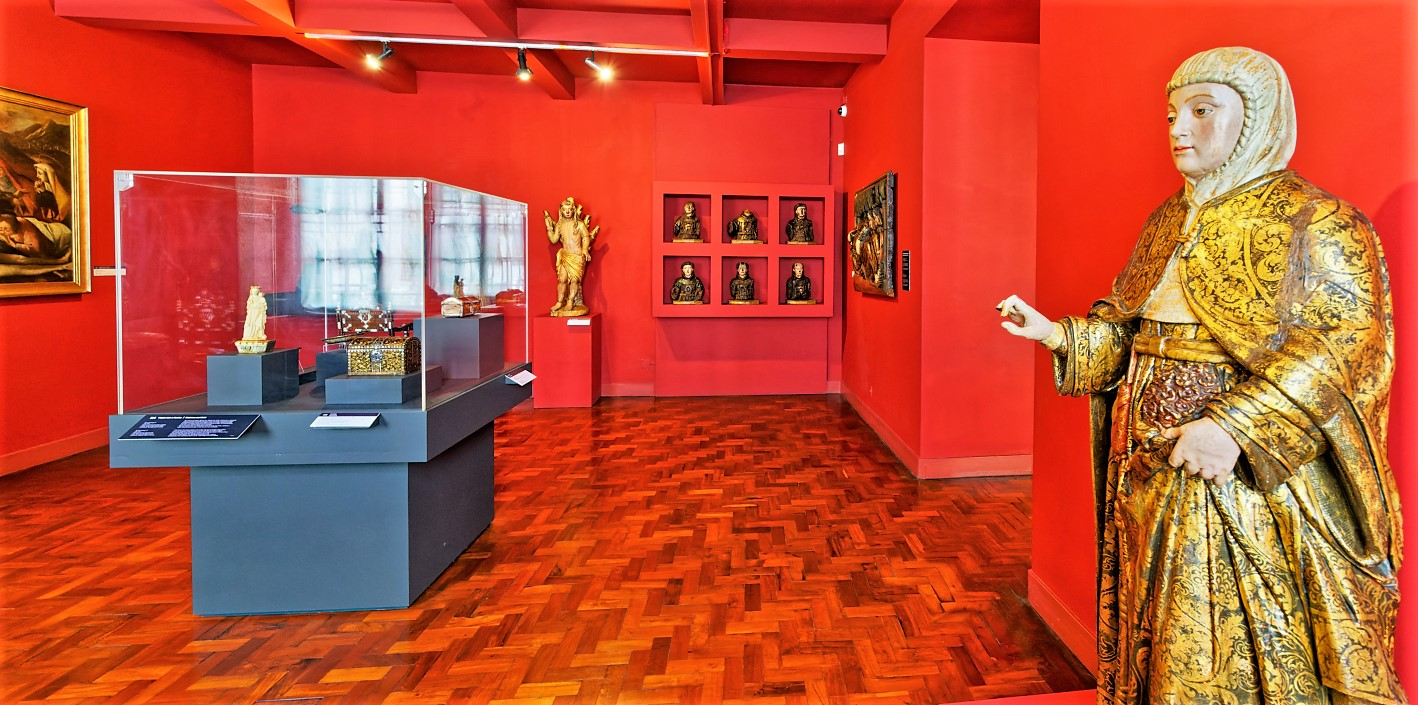
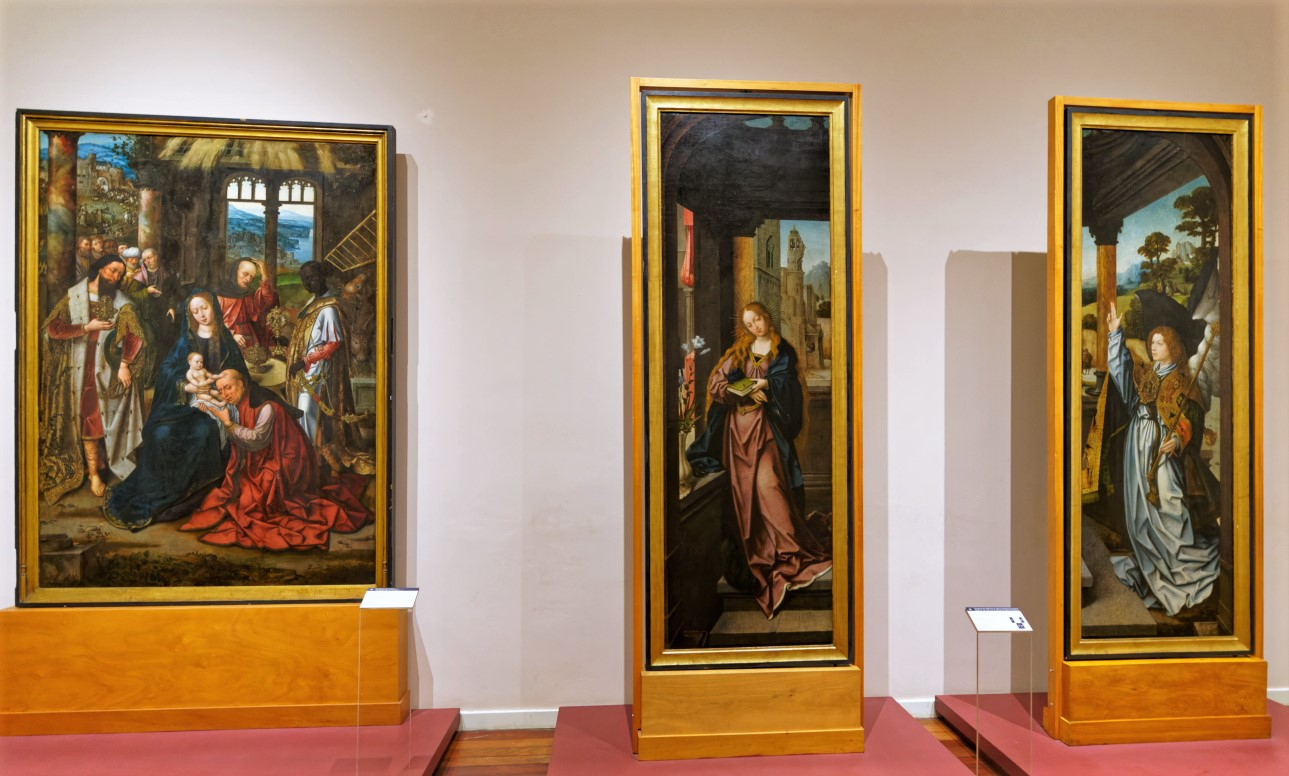

## Sammlung

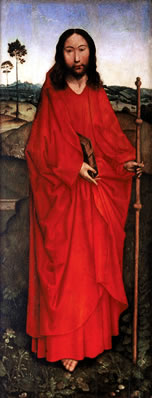
Heiliger Jakobus der Ältere

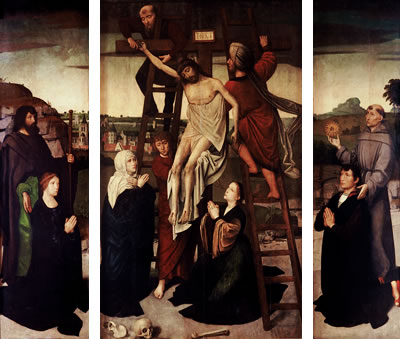
Kreuzabnahme

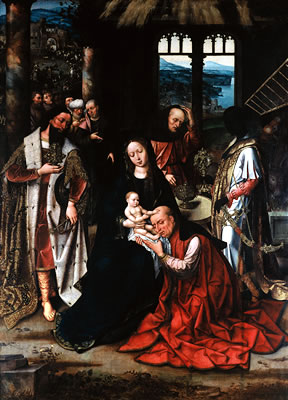
Anbetung der Könige

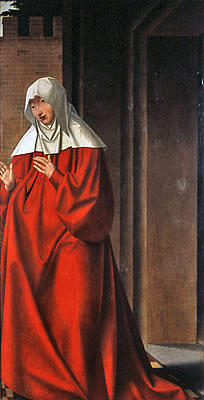
Heilige Elisabeth

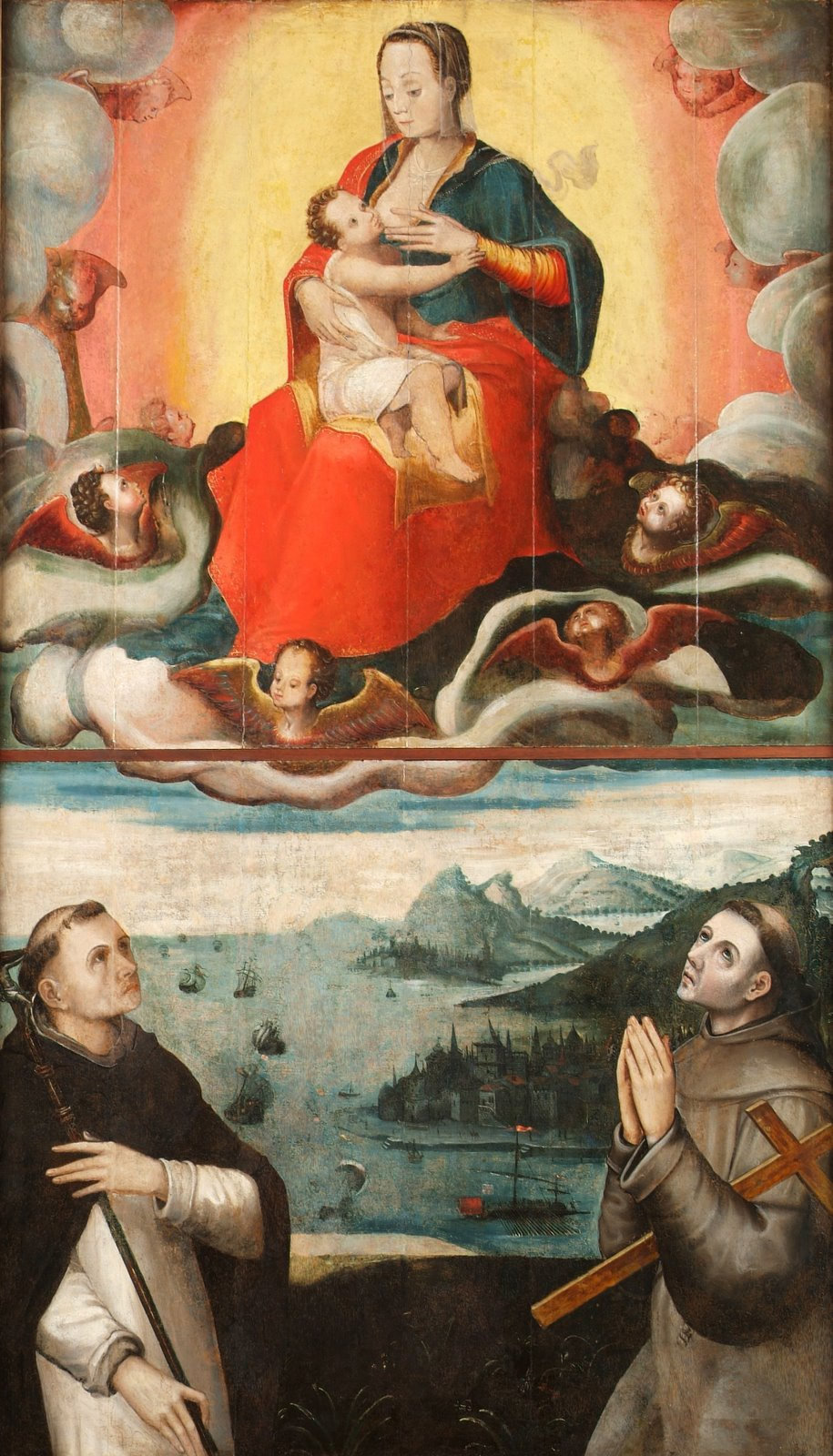
Maria lactans

Das Museum beherbergt neben einer umfangreichen Sammlung liturgischer Geräte, vornehmlich aus Silber (darunter ein von König Manuel I. gestiftetes vergoldetes Prozessionskreuz aus dem 16. Jahrhundert aus der Kathedrale von Funchal), Paramente und religiöse Holzplastik (mit einigen guten Stücken aus Flandern) sowie portugiesischen Gemälden (darunter einer Maria Lactans mit den heiligen Dominikus und Franziskus aus der Kapelle von Tabua aus dem frühen 17. Jahrhundert) als Glanzstück eine Sammlung flämischer Gemälde vor allem aus dem 16. Jahrhundert, die im Austausch für Lieferungen des damals hochbegehrten, auf Madeira produzierten Zuckers in die Kirchen der Insel kamen.
Zu den flämischen Tafelbildern zählen eine Tafel des Heiligen Jakobus des Älteren aus dem 15. Jahrhundert, die Dierick Bouts zugeschrieben wird, ein Triptychon der Kreuzabnahme (um 1518, Gerard David zugeschrieben), eine Anbetung der Heiligen Drei Könige des Meisters der Anbetung von Machico, der von Joos van Cleve beeinflusst ist, die heiligen Joachim und Anna, ebenfalls dem Meister der Anbetung von Machico zugeschrieben, eine Verkündigung, ein Triptychon mit der Verkündigung und Christi Geburt, beide Joos van Cleve zugeschrieben, eine Jan Provost zugeschriebene heilige Maria Magdalena, eine dem Meister des Morrison-Triptychons zugeschriebene heilige Elisabeth (Isabel) und andere.